# Geneviève Meunier
Geneviève Meunier (Morialmé, 13 januari 1959) is een voormalig Belgisch lid van het Brussels Hoofdstedelijk Parlement.

## Levensloop
Meunier werd licentiate in de rechten, gespecialiseerd in sociaal recht. Beroepshalve werd ze juriste. Ook was ze werkzaam bij de vakbond CSC, op een Kinderbijslagfonds en op het ministerie van Arbeid en Werk.
Ze werd politiek actief voor de partij Ecolo en was voor deze partij van 1994 tot 1999 en van 2004 tot 2006 gemeenteraadslid van Schaarbeek.
Daarnaast zetelde ze van 1999 tot 2004 in het Brussels Hoofdstedelijk Parlement.